# Tapinoma litorale
Tapinoma litorale es una especie de hormiga del género Tapinoma, subfamilia Dolichoderinae. Fue descrita científicamente por Wheeler en 1905.
Se distribuye por Bahamas, Belice, Colombia, Costa Rica, Cuba, República Dominicana, Guadalupe, Guatemala, Haití, Honduras, Jamaica, México, Nicaragua, Panamá, Puerto Rico, Trinidad y Tobago, islas Turcas y Caicos, Estados Unidos y Venezuela. Se ha encontrado a elevaciones de hasta 1450 metros. Vive en microhábitats como la vegetación, en tallos, nidos y ramas muertas.